# مینا مریلووتو
مینّا مِری‌لوئوتو (انگلیسی: Minna Meriluoto؛ زادهٔ ۴ اکتبر ۱۹۸۵) بازیکن فوتبال اهل فنلاند است.
وی همچنین در تیم ملی فوتبال زنان فنلاند بازی کرده‌است.